# Cimeliotheca
A Cimeliotheca latinos formában írott görög eredetű szakkifejezés, múzeumi és levéltári használatban ismert. Első fele (Cimelio-) végső soron a görög κειμήλιον (= 'drágaság', 'ékszer', 'kincs') származéka, a második fele (-theca) pedig a θήκη (= 'doboz', 'láda') görög szóé, összetételben a jelentése tehát: „kincsesláda”.
A magyarországi gyakorlatban a kora középkortól kezdve a különféle főúri, egyházi és királyi kincstárak  (camera) gyűjteményének az „apróságait” jelentette, az ömlesztve, védőtokban tárolt érméket, ékszereket. Később az ugyancsak védőtokkal ellátott legfontosabb okiratokat is jelölte a szó (Pannonhalmán például az alapító okiratot tároló dobozt). 
Így terjedt ki fokozatosan (a kora újkorra) a fogalom jelentése a mindenkori gyűjtemények legértékesebb részére, a legkorábbi, legértékesebb iratokra, a legfontosabb, úgynevezett „jogbiztosító” iratokra. 1825-ben a Nemzeti Múzeum első nyomtatott katalógusát Cimeliotheca Musei Nationalis Hungarici („A Magyar Nemzeti Múzeum kincsei”) címmel adta közre – a kötet 1110 darab régiséget (azaz: műtárgyat) és 12 000 érmét (utóbbiak közül 2655 példány Széchényitől származott), a már „izmosodó” nemzeti múzeum büszkeségeit listázta.
A legjelentősebb középkori oklevélanyaggal bíró magyarországi levéltár, a Pannonhalmi Bencés Főapátság levéltára legértékesebb okiratait, királyi okleveleket, pápai bullákat szintén a Cimeliotheca nevet viselő gyűjteményében őrzi. A győri káptalani levéltár rendezője, Ebenhöch Ferenc kanonok 1874-től szintén Cimeliotheca et Theca sorozatokba rendezte a nagy múltú egyházmegye legfontosabb káptalani iratait – az első oklevél keltezése 1222 (az utóbbi, Theca sorozatba a kanonok a legértékesebb, legkorábbi okiratok és legfontosabb „jogbiztosító” – örökösödési, birtokmegállapító, kiváltságadó – iratok után az általa a legfontosabbakhoz képest másodrendűnek talált iratokat rendezte, melyek azért szintén perdöntő jelentőséggel bírtak jogi viták esetén).
A fent vázolt jelentéstörténettel bíró levéltári, múzeumi szakkifejezés ma elsősorban a középkori levéltárak legértékesebb állagait jelöli (a Magyar Országos Levéltár és a számos egyházi levéltár anyagait).